# Xenerianthus affinis
Xenerianthus affinis is een rechtvleugelig insect uit de familie Chorotypidae. De wetenschappelijke naam van deze soort is voor het eerst geldig gepubliceerd in 1843 door Westwood.